# Gull Lake, Alberta (sjö)
Gull Lake är en sjö i Kanada.   Den ligger i provinsen Alberta, i den centrala delen av landet, 2 900 km väster om huvudstaden Ottawa. Gull Lake ligger 895 meter över havet. Arean är 80 kvadratkilometer. Den sträcker sig 18,4 kilometer i nord-sydlig riktning, och 9,8 kilometer i öst-västlig riktning.
Följande samhällen ligger vid Gull Lake:
- Parkland Beach (124 invånare)

Runt Gull Lake är det mycket glesbefolkat, med 6 invånare per kvadratkilometer.